# Свети Атанасий (Сенокос)
Вижте пояснителната страница за други значения на Свети Атанасий.
„Свети Атанасий“ или „Свети Атанас“ (на македонска литературна норма: „Свети Атанасиј“, „Свети Атанас“) е православна възрожденска църква в прилепското село Сенокос, Северна Македония. Църквата е под управлението на Преспанско-Пелагонийската епархия на Македонската православна църква.
Църквата е гробищен храм, разположен в западната част на селото. Според надписа в нея църквата е завършена на 12 юли 1874 година и е издигната върху темелите на по-стара сграда. Представлява еднокорабна засводена сграда, с полукръгла апсида на източната страна.
В църквата има находки от римско време. В зида на църквата, от външната страна е взидана мраморна надгробна плоча с гръцки надпис. Вътре в църквата е запазена мраморна плоча с вид на медальон с релефно изображение на три бюста, а в притвора има две части от колони и част от архитравна мраморна греда.